# Take It Away
 Take It Away (englisch für „Nimm es weg“) ist ein Lied des britischen Musikers Paul McCartney, das 1982 als Single A-Seite veröffentlicht wurde. Komponiert wurde es von Paul McCartney.

## Hintergrund
Take It Away war ursprünglich für Ringo Starrs Album Stop and Smell the Roses gedacht, aber McCartney entschied bald, dass das Lied besser zu ihm passen würde. McCartney sagte dazu: „Nun, es gab ein paar Songs, die wir am Ende aufgenommen haben und die Ringo mich zu einem bestimmten Zeitpunkt gebeten hat, zu schreiben. Ich habe ein paar Songs für Ringo geschrieben und 'Take It Away' war unter diesen Songs. Ich dachte, es würde besser zu mir passen, so wie es in dem Refrain und so ging.“
Im August 1980 machte McCartney eine Reihe von Aufnahmen in seinem Heimstudio in Sussex. Sie waren für ein Album gedacht, das von George Martin produziert werden sollte, eines der Lieder war Take It Away. Im Oktober gehörte es zu einer Reihe von Liedern, die von Wings in der Pugin’s Hall geprobt wurden.
Ringo Starr kam am 15. Februar 1981 mit seiner Frau Barbara Bach und seinem Ludwig-Schlagzeug in Montserrat an, um bis zum 19. an den Aufnahmen zum Album Tug of War mitzuwirken, so spielte er nach der Trennung der Beatles erstmals bei einem McCartney-Album Schlagzeug.
Take It Away ist die zweite Singleauskopplung aus dem Album Tug of War und erreichte Platz 15 in Großbritannien, in Deutschland erreichte die Single Platz 46 und in den USA konnte sie sich auf 10 platzieren. Take It Away wurde damit McCartneys 18. Top-Ten-Single in den US-amerikanischen Charts.
Für das Lied wurde ein Musikvideo unter der Regie von John Makenzie produziert. Neben Paul und Linda McCartney spielten im Video unter anderen Ringo Starr, George Martin, Steve Gadd, Eric Stewart und John Hurt mit.

## Aufnahme

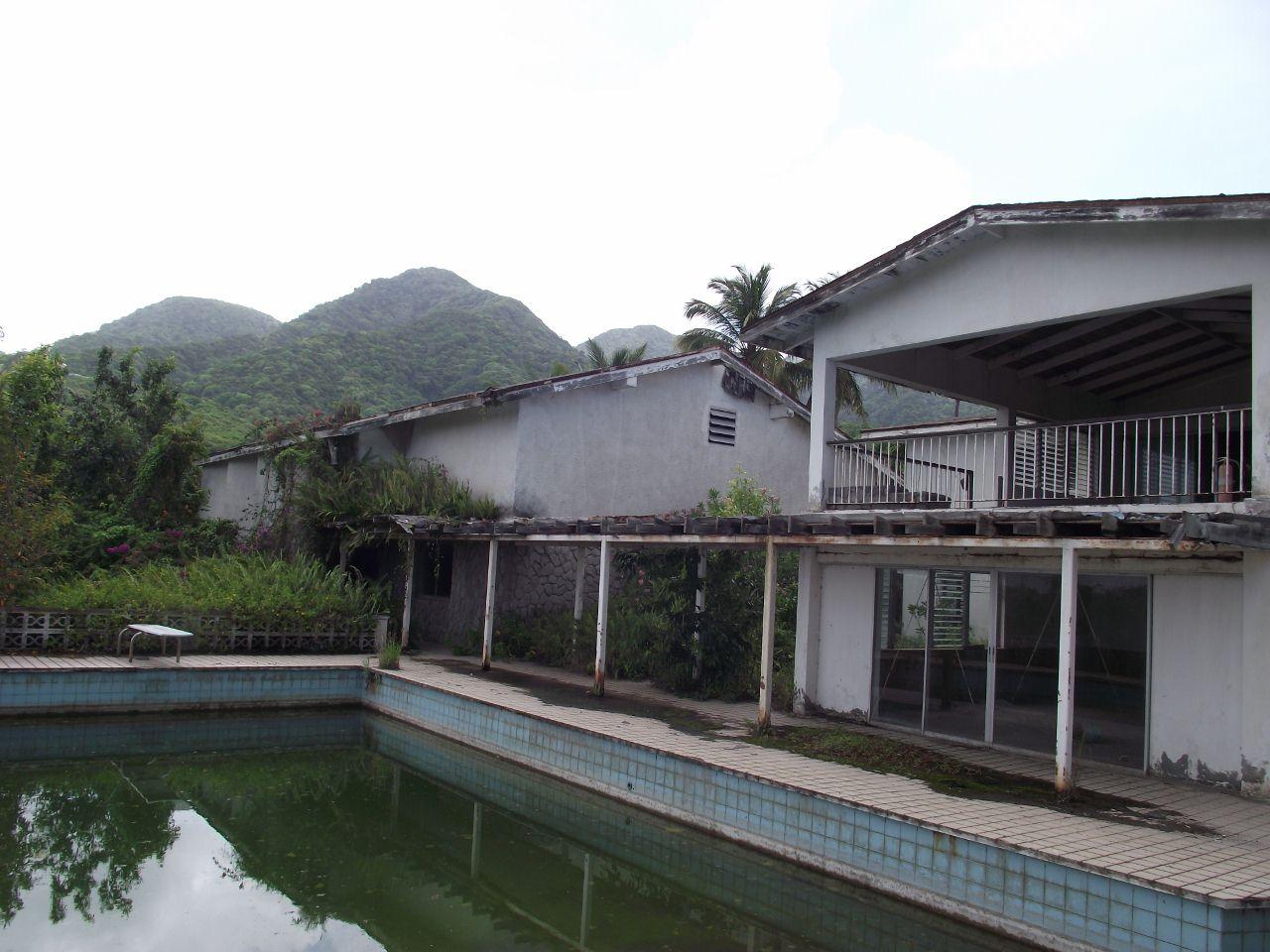
Die Ruine der AIR Studios auf Montserrat, 2013

Die erste Aufnahmesession für Take It Away fand zwischen dem 16. und 18. Februar 1981 in den AIR Studios auf Montserrat statt, wobei George Martin als Produzent fungierte. Geoff Emerick und Jon Jacobs sowie Mike Stavrou waren die Toningenieure der Aufnahme. Overdubs (Hintergrundgesang von Paul und Linda McCartney sowie Eric Stewart) wurden am 23. März in den AIR Studios in London eingespielt. Die letzten Ergänzungen waren zwei Trompeten und fünf Saxophone, die am 30. Juni aufgenommen und von unbekannten Session-Musikern eingespielt wurden. Die Abmischung erfolgte im Dezember 1981 in den AIR Studios in London.
Besetzung:
- Paul McCartney: Gesang, Akustikgitarre, Klavier, Synthesizer
- Linda McCartney: Hintergrundgesang
- Eric Stewart: E-Gitarre, Hintergrundgesang
- George Martin: Elektrisches Klavier
- Ringo Starr: Schlagzeug
- Steve Gadd: Schlagzeug
- Unbekannte Musiker: Blasinstrumente

## Coverversionen
Es gibt sechs Coverversionen von Take It Away.

## Veröffentlichung
- Am 26. April 1982 wurde das Album Tug of War veröffentlicht, auf dem sich Take It Away befindet.
- Die zweite Singleauskopplung Take It Away / I’ll Give You a Ring[4] erfolgte am 21. Juni 1982. Die 12″-Maxisingle[5] enthält folgende Lieder: Take It Away / I’ll Give You a Ring / Dress Me Up as a Robber. Die A-Seite wurde am Anfang und am Ende des Liedes gekürzt. I’ll Give You a Ring stammt ebenfalls von den Tug-of-War-Aufnahmesessions. Die Promotion-7″-Vinyl-Single[6] in den USA enthält auf beiden Seiten jeweils die Stereo-Version der A-Seite.
- Take It Away erschien am 7. Mai 2001 auf dem Kompilationsalbum Wingspan: Hits and History.
- Im Oktober 2015 wurde Tug of War zum zweiten Mal remastert und im März 2015 von Steve Orchard und Paul McCartney in den Hog Hill Mill Studios in Sussex neu abgemischt, vom Musiklabel Hear Music/Concord Music Group als Teil der Paul McCartney Archive Collection veröffentlicht. Die Standard Edition enthält zusätzlich ein Demo von Take It Away.[7] Die Deluxe Edition enthält noch zusätzlich das Musikvideo.[8]
- Am 2. Dezember 2022 wurde die Singlebox The 7″ Singles Box veröffentlicht, die auch Take It Away enthält.